# Enrico di Cinq-Mars
Enrico Coiffier de Ruzé, marchese di Cinq-Mars (AFI: /sɛ̃ maʁ/) (1620 – Lione, 12 settembre 1642), era figlio del Maresciallo di Francia Antoine Coëffier de Ruzé, marchese di Effiat (1581 – 1632), un amico intimo del cardinale Richelieu, che alla morte del padre ne prese sotto la sua protezione il figlio dodicenne.

## Vicenda
Nel 1639 il Richelieu aveva presentato il Cinq-Mars a Luigi XIII nella speranza che ne potesse diventare un favorito. Il Cinq-Mars divenne presto Gran Maestro della Guardaroba del re e poi primo Grande Scudiere di Francia e Luigi XIII gli offrì pure il titolo di conte di Dammartin. Dopo essersi distinto nell'assedio di Arras, aspirò a più elevati compiti militari, nonché al matrimonio con la Duchessa di Mantova, Maria Gonzaga, di rango assai superiore al suo.
Richelieu si oppose al progetto, ufficialmente per la differenza eccessiva di rango e di età fra i due (Maria aveva dieci anni più di Enrico), ma più probabilmente per il timore non infondato che in questo modo il giovane, ormai palesemente sfuggito al suo controllo e deciso a giocare da solo, puntasse a consolidare la propria posizione a Corte e prendere il ruolo di Richelieu. Da questo punto in poi i due avversari puntarono in effetti alla reciproca eliminazione. Cinq-Mars si accordò così con François Auguste de Thou e con il fratello del re Gastone (che puntava a spodestare il re e prenderne il posto) per complottare con il partito filo-spagnolo.
Il complotto (a cui forse prese parte anche la moglie del re) prevedeva la cacciata od anche l'uccisione del Richelieu, e la firma di un trattato di pace tra Francia e Spagna, con la rinuncia a tutti i territori conquistati fino a quel momento. Il 13 marzo 1642 i congiurati firmarono a proprio nome a Madrid un trattato di pace in questo senso, senza averne avvisato il re. Gli spagnoli ammassarono perciò un esercito di 18.000 uomini nella zona di Sedan, pronti a intervenire militarmente a sostegno dei congiurati.
Ma un corriere segreto del marchese fu intercettato dalla polizia del Richelieu e questi scoprì il complotto. Traditi nella fiducia riposta nel marchese, sia Richelieu che Luigi XIII decisero di punire con la morte il traditore: imprigionato nella prigione di stato del Castello di Pierre-Scize, il Cinq-Mars ed il Thou furono decapitati a Lione. La madre del Cinq-Mars fu mandata in esilio in Turenna, il fratello fu privato dei benefici di abate ed il castello di famiglia fu fatto radere “a livello di infamia”. Conseguenza ulteriore della cospirazione fallita fu la registrazione in Parlamento della dichiarazione con cui il fratello del re, Gastone, veniva privato del diritto alla reggenza. Gli furono però restituiti i suoi appannaggi, in cambio della denuncia dei nomi di tutti i suoi complici.

## Letteratura e teatro
L'episodio del Cinq-Mars ispirò ad Alfred de Vigny un romanzo dal titolo Cinq-Mars, pubblicato nel 1826. Nel 1877 Charles Gounod musicò un'opera lirica dal medesimo titolo. Barbara Strozzi pubblicò nell'Opus 2 (Cantate, ariette, e duetti, 1651) il Lamento, dedicato all'esecuzione capitale di Cinq-Mars.